# Der Mensch in der Revolte
Der Mensch in der Revolte (französisch L’homme révolté), erschienen 1951, ist eine Sammlung philosophisch-politischer Essays des französischen Philosophen und Schriftstellers Albert Camus. Im Unterschied zum vorangegangenen Essay Der Mythos des Sisyphos will Camus hier nicht nur „das Übel, welches ein Einzelner erlitt“, schildern, sondern die Entwicklung des Nihilismus zur „kollektiven Pest“ in Philosophie, Politik und politischer Theorie protokollieren. Ausgangspunkt hierfür ist wie schon früher seine Philosophie des Absurden.

## Inhalt

### Historische und metaphysische Revolte
Diese Sammlung von Essays gleicht einer Parforcejagd durch die Ideengeschichte der Moderne, durch die aus Geschichtsphilosophien aller Spielarten hervorgegangenen politischen Theorien und Praxen. Albert Camus entdeckt hier untergründige Verwandtschaften zwischen scheinbar gegensätzlichen Ideologien; er spitzt die einzelnen Theorien und politischen Strategien bis zum Selbstwiderspruch zu, widerlegt eingefahrene Interpretationen:
- Im vorgeblich antibourgeoisen Marxismus entdeckt er unter anderem eine recht bürgerliche Wissenschaftsfrömmigkeit.
- Den auf szientistische Exaktheit bedachten Positivismus entlarvt Camus als unwissenschaftlich.

Ähnlich führt er die Absurditäten politischer Bewegungen unterschiedlichster Couleur vor Augen:
- Der klassische, angeblich freiheitliche Anarchismus bakuninscher Prägung war tatsächlich eher autoritär und diktatorisch.
- Die jakobinischen „Freunde des Volkes“ blieben zur Zeit der Französischen Revolution einsame, isolierte und von den Massen nicht verstandene Sektierer.
- Selbst die Nationalsozialisten, selbsterklärte und fanatische Antisemiten, arbeiteten bei ihrer als „Erlösung“ vorgestellten „nationalen Revolution“ mit biblischen Versatzstücken. Camus, glänzender Polemiker, schildert Hitler als „gestiefelten Jehova“.
- Nietzsche, den Alpenwanderer, Übermensch-Künder und unnachgiebigen Kritiker der jüdisch-christlichen „Herdenmoral“, gesellt der Autor zum Dekalog-Empfänger Moses auf den Berg.

Camus’ Fazit aus „zwei Jahrhunderten metaphysischer oder historischer Revolte“: Mit fanatischen Anhängern einer Ideologie oder eines Glaubens lässt sich nicht diskutieren. Die einen streben nach innerweltlicher, die anderen nach außerweltlicher Erlösung. Beiden entgeht die sich jeweils aktuell bietende, relative Veränderungsmöglichkeit, deren Wahrnehmung eine fortgesetzte „Spannung“ und Aufmerksamkeit erfordert. Ein „gelobtes Land“ absoluter Gerechtigkeit und Aufrichtigkeit gibt es hier nicht zu entdecken.
Speziell gegen den Ostblock gerichtet schreibt Camus: Der autoritäre Sozialismus hat die lebendige Freiheit beschlagnahmt zugunsten einer idealen, erst noch kommenden Freiheit. Die Aussage wird in der Literatur als auch gegen Jean-Paul Sartre gerichtet verstanden, der sich zu dieser Zeit für die KPF erklärt hatte.

### Das Absurde und die Revolte
Wie bereits im Mythos des Sisyphos entwickelt, greift Camus auf den Begriff der Revolte zurück. Die Revolte stellt eine der wenigen philosophisch kohärenten Positionen dar, in denen sich der Mensch zum Absurden verhalten kann, ohne dessen Spannungsverhältnis (zwischen Rationalität und Irrationalität) aufzulösen. Während in Der Mythos des Sisyphos die Revolte noch individuell, als „Gewißheit eines erdrückenden Schicksals“ identifiziert wird, erweitert Camus diese Konzeption in Der Mensch in der Revolte um einen praktischeren und universelleren Aspekt. Insofern, als es für den Menschen nicht mehr um eine individuelle Erfahrung des Absurden geht, sondern um eine kollektive, also das Leiden aller Menschen an der Absurdität des Seins (diesen Sachverhalt verarbeitete Camus in dem Roman Die Pest). Dies geschieht unter Rückgriff auf einen allen Menschen gemeinsamen Wert, den Camus die „menschliche Natur“ nennt. Der gewonnene Begriff der Revolte wird nochmals eingeschränkt, so wird der Mord gleich zu Beginn (unter Verweis auf die Ausführungen zum Selbstmord in Der Mythos des Sisyphos) verworfen. Im Anschluss behandelt Camus die metaphysische und historische Revolte, wobei er ein Fazit aus zwei Jahrhunderten metaphysischer und historischer Revolte zieht.

## Ausgaben
- L’homme révolté. Gallimard, Paris (1951) 2002, ISBN 2-07-032302-1
- Der Mensch in der Revolte. Rowohlt, Reinbek (1953) 2006, ISBN 3-499-22193-4